# کراسنی اوکتیابر (استان بلگورود)
کراسنی اوکتیابر (انگلیسی: Krasny Oktyabr, Belgorod Oblast) یک شهرک در بخش بلگورودسکی استان بلگورود کشور روسیه است.